# Chrysococcyx crassirostris
Chrysococcyx crassirostris é uma espécie de ave da família Cuculidae.
É endémica da Indonésia.
Os seus habitats naturais são: florestas subtropicais ou tropicais húmidas de baixa altitude.